# Коптев, Дмитрий Иванович
Дми́трий Ива́нович Ко́птев (17 [29] сентября 1820, Тула — 30 апреля [12 мая] 1867, Тула) — русский поэт и переводчик.

## Биография
Родился в семье отставного майора, участника войны 1812 года Ивана Степановича Коптева (1790—1856) и княжны Натальи Васильевны, урождённой Урусовой.
Получил хорошее домашнее воспитание. После обучения в пансионе Павлова учился на юридическом факультете Московского университета, который окончил в 1840 году. Служил в канцелярии московского генерал-губернатора. В 1850 году вышел в отставку в чине коллежского асессора, проживал в Тульской губернии, участвуя в работе губернского комитета по устройству быта крестьян. 
В 1860 году был избран тульским уездным предводителем дворянства, в 1861—1864 годах исправлял должность губернского предводителя дворянства.
Много переводил (И. В. Гёте, Г. Гейне, А. Шенье, Вергилий). Перевёл много стихотворений Пушкина на немецкий и французский языки, писал стихи и по латыни. Первая публикация появилась в журнале «Современник» (1844).
Подражая Вергилию, сочинил трагедию «Федра», часть которой была напечатана в «Современнике» (1844, т. 34). В этом же журнале и в «Маяке» (1844—1846) помещались стихотворения Коптева, драматическая поэма «Девушка».
Письма к нему П. А. Плетнёва были напечатаны в «Русском архиве» (1877. — № 12). В начале 1860-х годов Коптев написал до 10 драм, но они все остались в рукописи.